# Miłosz Zniszczoł
Miłosz Zniszczoł (ur. 2 lipca 1986 w Rybniku) – polski siatkarz, grający na pozycji środkowego.

## Kariera

### Kariera klubowa

#### Kariera juniorska
Początkowo Miłosz Zniszczoł uprawiał piłkę nożna, a w siatkówkę zaczął grać w trzeciej klasie gimnazjum. Pomagali mu rodzice, wożąc go na treningi. Na pierwsze zajęcia uczęszczał do Jastrzębskiego Węgla, zaś w 2005 trafił do Rafako Racibórz. Rywalizował z tym klubem w rozgrywkach II ligi. W 2007 w mistrzostwach Polski kadetów zdobył złoty medal, a w 2006 i 2008 wywalczył dwa srebra w rywalizacji szkół zawodowych – w obu tych turniejach został wybrany najlepszym zawodnikiem. W 2007 sięgnął także po brąz w akademickich mistrzostwach Europy, w których został wybrany najlepszym środkowym turnieju.

#### Fart Kielce
W kwietniu 2008 dostał propozycję podpisania kontraktu z Fartem Kielce, ale szukał zespołu z wyższej ligi. Nie znalazł, dlatego w czerwcu związał się dwuletnią umową z kielecką drużyną. W sezonie 2008/2009 z Fartem zmagania II ligi grupy 4 zakończył na I miejscu, kwalifikując się do rywalizacji barażowej o awans do I ligi. W pierwszym turnieju rozegranym w Hali Legionów Fartowi nie udało się zająć żadnego z dwóch pierwszych miejsc, jednakże awans wywalczył podczas turnieju w Jaworznie. Rok później jego zespół uzyskał promocję do PlusLigi. Jego dobra postawa zwłaszcza w tych najważniejszych, finałowych meczach play-offów przełożyła się na spore zainteresowanie jego osobą wśród innych ekstraligowych klubów. Zniszczoł nie zdecydował się jednak na zmianę barw klubowych i w maju 2010 przedłużył swoją umowę o kolejne dwa lata. W fazie zasadniczej sezonu 2010/2011 należał do najlepiej blokujących zawodników w lidze.

#### Delecta Bydgoszcz
Po zakończeniu sezonu 2012/2013 opuścił Kielce i podpisał kontrakt z Delectą Bydgoszcz.

#### Aluron CMC Warta Zawiercie
W lipcu 2021 roku został siatkarzem na pozycji środkowego Aluronu CMC Warty Zawiercie.

## Sukcesy klubowe

### młodzieżowe
Mistrzostwa Polski Kadetów:
- 2007

### seniorskie
I liga:
- 2010

PlusLiga:
- 2024[10], 2025[11]
- 2022[12]

Puchar Polski:
- 2024[13]

Superpuchar Polski:
- 2024[14]

Liga Mistrzów:
- 2025[15]

## Sukcesy reprezentacyjne
Akademickie Mistrzostwa Europy:
- 2007

## Nagrody indywidualne
- 2006: MVP turnieju szkół zawodowych
- 2007: Najlepszy blokujący akademickich Mistrzostw Europy
- 2008: MVP turnieju szkół zawodowych
- 2013: Najlepszy blokujący fazy zasadniczej PlusLigi 2012/2013
- 2024: MVP turnieju finałowego Pucharu Polski

## Statystyki Zawodnika

### Klubowe
- Fart Kielce 2010/2011 (Ataki-132, Bloki-85, Asy-10, Suma-226 pkt.)
- Fart Kielce 2011/2012 (Ataki-96, Bloki-52, Asy-12, Suma-160 pkt.)
- Effector Kielce 2012/2013 (Ataki-117, Bloki-70, Asy-15, Suma-202 pkt.)